# Kromołów (wieś)
Kromołów (dodatkowa nazwa w j. niem. Kramelau) – wieś w Polsce, położona w województwie opolskim, w powiecie krapkowickim, w gminie Walce. Historycznie leży na Górnym Śląsku, na ziemi prudnickiej. Położona jest w Kotlinie Raciborskiej, będącej częścią Niziny Śląskiej.
W latach 1945–1954 miejscowość należała do gminy Walce w powiecie prudnickim. W latach 1975–1998 miejscowość należała administracyjnie do ówczesnego województwa opolskiego.
Według danych na 2011 wieś była zamieszkana przez 462 osoby.
| SIMC    | Nazwa    | Rodzaj     |
| ------- | -------- | ---------- |
| 0504568 | Czerniów | przysiółek |

## Nazwa
Wieś wzmiankowana w 1193 pod nazwą Cromolov. Następnie w dokumentach historycznych nazwę miejscowości notowano w formach: Kromolov, Kramlouvitz, Kramelaw. Topograficzny opis Górnego Śląska z 1865 roku notuje wieś pod niemiecką nazwą Kramelau, a także wymienia obecnie stosowaną, polską nazwę Kramolow we fragmencie: „Kramelau (1312 Cromolouitz, 1534 Kramalaw, polnisch Kramolow)”. Nazwa Kramelau powstała w wyniku germanizacji wcześniejszej nazwy. 15 marca 1947 r. nadano miejscowości, wówczas administracyjnie należącej do powiatu prudnickiego, polską nazwę Kromołów. Miejscowa ludność popularnie nazywa wieś Kramołów. Nazwa wsi łączona jest ze słowem „kram”, co potwierdza przypuszczenie, że była wsią targową.

## Historia
Kromołów jest jedną z najstarszych miejscowości na Górnym Śląsku. Przez obszar wsi prawdopodobnie przechodził „bursztynowy” szlak handlowy z Opola na Morawy. Wieś po raz pierwszy wzmiankowana była pod nazwą Cromolow w dokumencie wystawionym w dniu 19 kwietnia 1193 przez biskupa Żyrosława II, który potwierdził własność znajdującej się na skrzyżowaniu dróg karczmy dla opactwa św. Wincentego na Ołbinie we Wrocławiu. Wieś była własnością opactwa cystersów w Kazimierzu.
W 1228 Kromołów został pominięty w dokumencie przekazującym opactwu norbertanek w Czarnowąsach wsie pomiędzy rzekami Osobłogą i Stradunia. W dokumencie z 9 czerwca 1250 wystawionym w Lyonie papież Innocenty IV potwierdził własność majątków klasztoru w Czarnowąsach wymieniając jednocześnie kościół w Kromołowie. 13 marca 1282 w dokumencie biskupa wrocławskiego Tomasza II rozstrzygającym spór o dziesięcinę pomiędzy cystersom z Lubiąża a norbertankami z Czarnowąsów wspomniano wieś jako Cromolowic. Kolejny dokument, z 26 czerwca 1312, został sporządzony w Głogówku na okoliczność zrzeczenia się sołectwa przez ówczesnego sołtysa Petera de Lame i jego spadkobierców na rzecz klasztoru w Czarnowąsach.

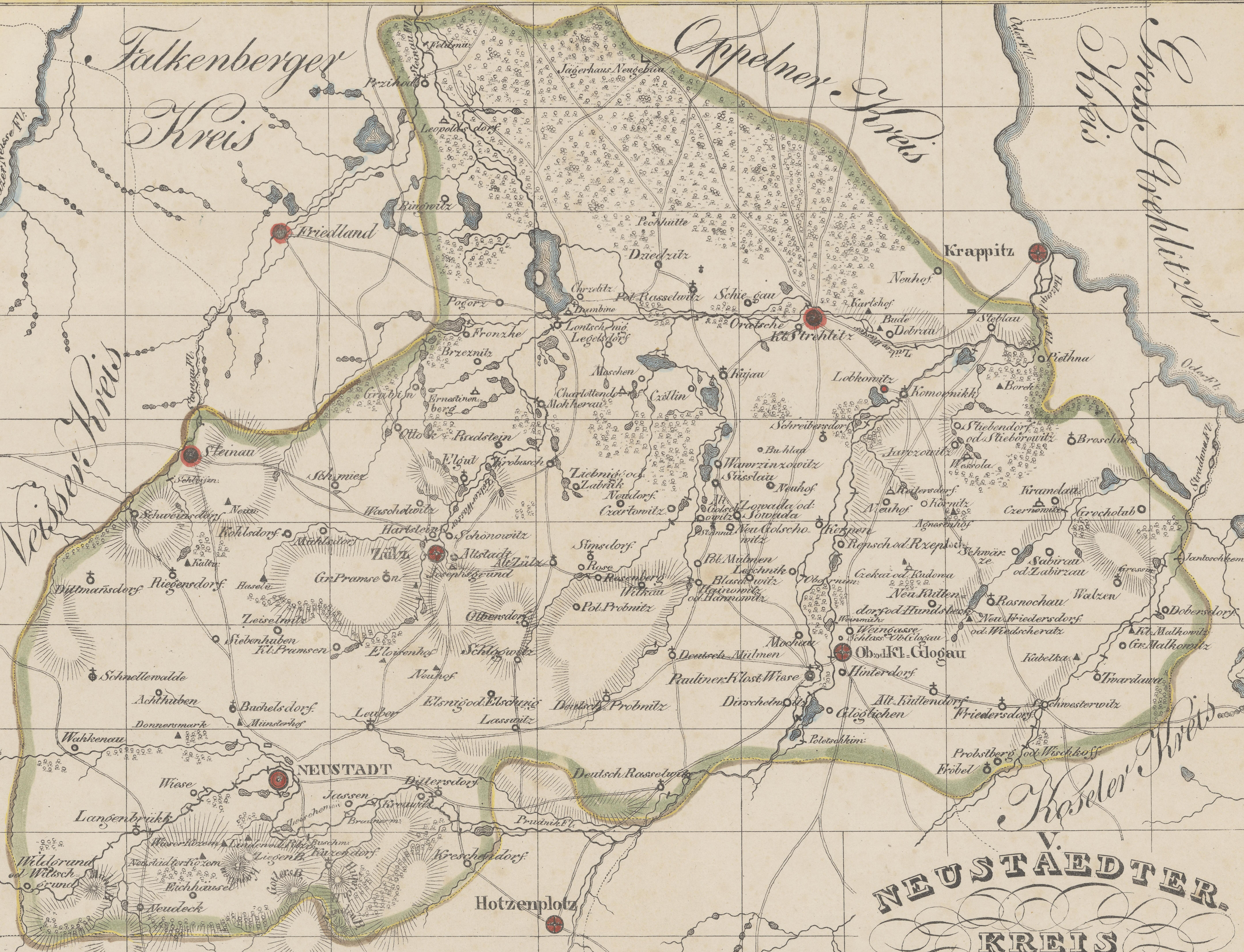
Kromołów (Kramelau) wśród miejscowości ziemi prudnickiej na mapie z XIX wieku

W czasie rejzy husytów na Śląsk, w marcu 1428 Kromołów wraz z okolicznymi wsiami został splądrowany i zniszczony przez husytów. W urbarzach głogówieckich z 1571 występują nazwiska: Jasik, Kurpiela, Kostka, Magosz. W dokumencie wystawionym w Czarnowąsach 28 października 1570 zawarte zostały informacje o folwarku i młynie w Kromołowie należącym do norbertanów. Do 1742 wieś należała do powiatu sądowego głogóweckiego w Monarchii Habsburgów. Po I wojnie śląskiej znalazła się w granicach Królestwa Prus i weszła w skład powiatu prudnickiego w prowincji Śląsk.

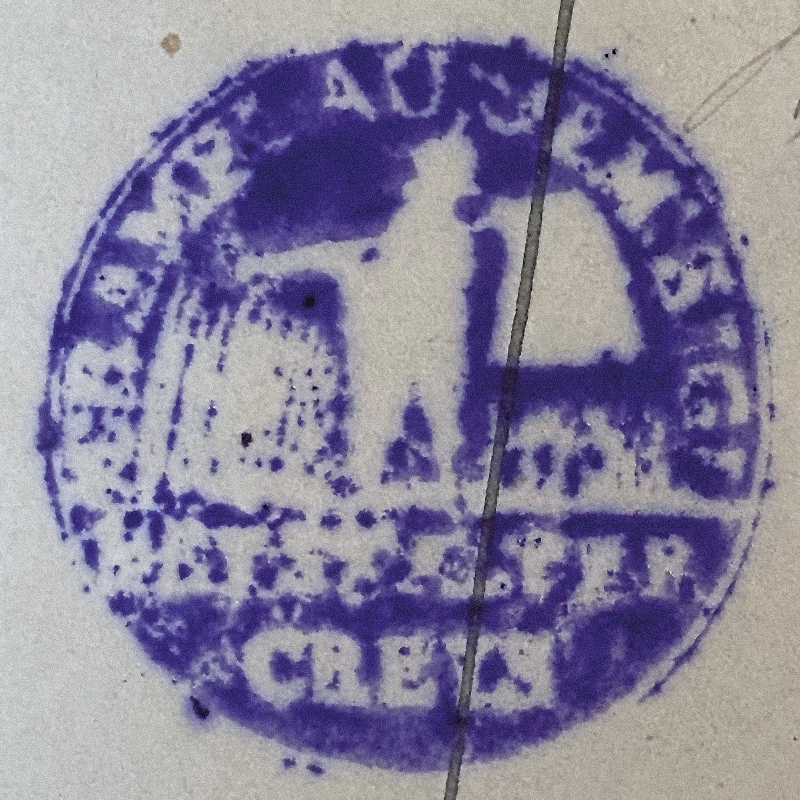
Pieczęć Kromołowa (1902)

Wieś posiadała swoją własną pieczęć, która przedstawiała w polu chłopa niosącego na ramieniu duży wór, po prawej i lewej wysokie kłosy zboża, a w otoku napis: CRAMELAU: GEM: SIGL / NEYSTAETER CREYS (pol. Gmina Kromołów / Powiat Prudnicki). Pierwszą szkołę w Kromołowie zbudowano w 1862 z inicjatywy proboszcza z Brożca ks. Masura. W 1825 we wsi mieszkało 228 osób, a w 1890 razem z Czerniowem – 573 osób. W XIX wieku w Kromołowie funkcjonował młyn wodny. Według spisu ludności z 1 grudnia 1910, na 639 mieszkańców Kromołowa 15 posługiwało się językiem niemieckim, 622 językiem polskim, a 1 był dwujęzyczny.

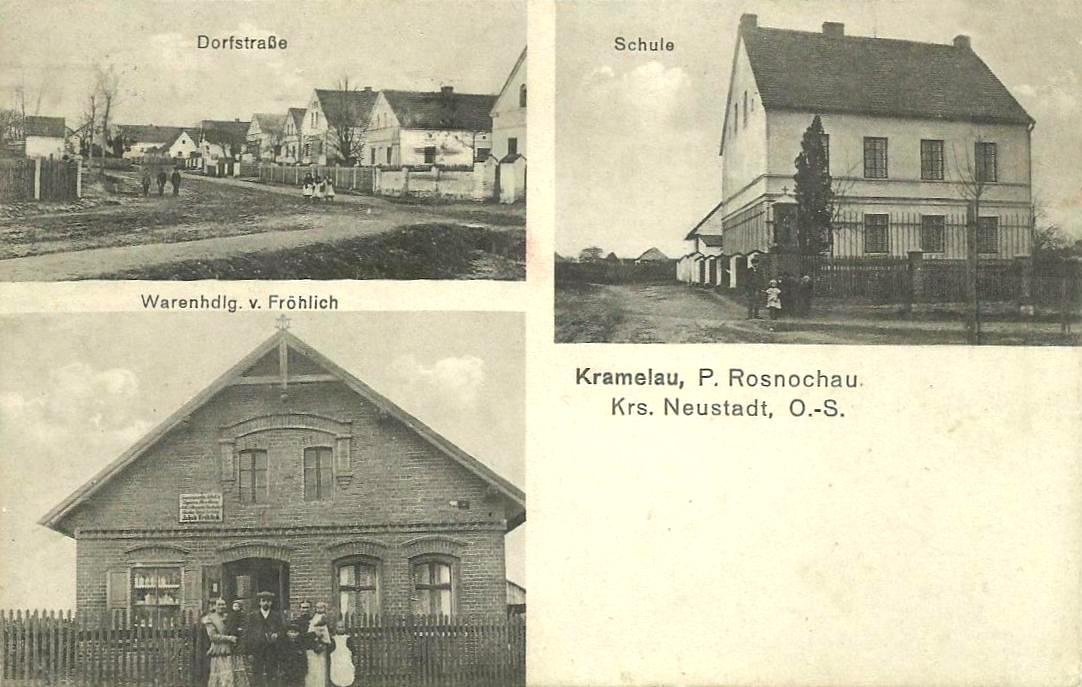
Pocztówka z 1917: ulica, szkoła, sklep Fröhlicha

W 1921 w zasięgu plebiscytu na Górnym Śląsku znalazła się tylko część powiatu prudnickiego. Kromołów znalazł się po stronie wschodniej, w obszarze objętym plebiscytem. Do głosowania uprawnionych było w Kromołowie 435 osób, z czego 356, ok. 81,8%, stanowili mieszkańcy (w tym 353, ok. 81,1% całości, mieszkańcy urodzeni w miejscowości). Oddano 428 głosów (ok. 98,4% uprawnionych), w tym 428 (100%) ważnych; za Niemcami głosowało 397 osób (92,8%), a za Polską 31 osób (7,2%). W okresie międzywojennym nastąpił dynamiczny rozwój wsi. Działały w niej trzy masarnie, dwa sklepy spożywcze, piekarnia, młyn, kowal, stolarz, kołodziej, trzej krawcy, dwie gospody z salami. Funkcjonowały również: orkiestra dęta, ochotnicza straż pożarna i klub sportowy.
Armia Czerwona wkroczyła do Kromołowa 19 marca 1945 w ramach operacji górnośląskiej. Od marca do maja 1945 powiat prudnicki znajdował się pod kontrolą radzieckiej komendantury wojskowej. 11 maja 1945 polska administracja przejęła władzę cywilną w powiecie prudnickim. Mieszkańcom Kromołowa, posługującym się dialektem śląskim bądź znającym język polski, pozwolono pozostać we wsi po otrzymaniu polskiego obywatelstwa.
W latach 1945–1950 Kromołów należał do województwa śląskiego, a od 1950 do województwa opolskiego. W latach 1945–1954 wieś należała do gminy Walce, w latach 1954–1961 do gromady Brożec, a w latach 1961–1972 do gromady Żużela. Podlegała urzędowi pocztowemu w Głogówku.
Do 1956 roku Kromołów należał do powiatu prudnickiego. W związku z reformą administracyjną, w 1956 Kromołów został odłączony od powiatu prudnickiego i przyłączony do nowo utworzonego krapkowickiego.
W 1949 we wsi znajdowały się między innymi: szkoła podstawowa prowadzona przez Inspektorat Szkolny w Prudniku, kotlarz, piekarz, wędliniarz. W 1993 trwały obchody 800-lecia wsi.

## Zabytki
Do wojewódzkiego rejestru zabytków wpisany jest:
- kapliczka – dzwonnica, z pocz. XX w., znajduje się pośrodku wsi.

Zgodnie z gminną ewidencją zabytków w Kromołowie chronione są ponadto:
- budynek mieszkalny, nr 6, 1912
- budynek mieszkalny, nr 10, początek XX w.
- budynek mieszkalny, nr 38, 1890
- budynek mieszkalny, nr 42, 1899
- remiza strażacka, nr 50a, lata 30. XX w.
- szkoła, ob. przedszkole, nr 51, lata 30. XX w.
- budynek mieszkalny, nr 55, 1889
- budynek mieszkalny, nr 59, 1890
- budynek mieszkalny, nr 79, koniec XIX w.
- budynek mieszkalny, nr 95, początek XX w.
- kapliczka koło nr 30, początek XX w.
- kapliczka koło nr 40, koniec XIX w.
- kapliczka koło nr 80, koniec XIX w.
- kapliczka koło nr 83

## Demografia
Sołectwo zajmuje 4,9 km², zamieszkuje go 8% mieszkańców gminy.

### Liczba mieszkańców wsi
- 1825 – 228[9]
- 1855 – 447
- 1861 – 506
- 1871 – 559[31]
- 1885 – 573[32]
- 1890 – 573[9]
- 1905 – 624[33]
- 1910 – 639[15]
- 1912 – 649
- 1928 – 702
- 1941 – 646
- 1966 – 540[34]
- 1998 – 494[35]
- 2002 – 478[35]
- 2009 – 466[35]
- 2011 – 462[35]
- 2015 – 434
- 2016 – 438
- 2017 – 430
- 2018 – 424
- 2019 – 418

## Instytucje
We wsi działa m.in. przedszkole, OSP, LZS, restauracja, zespół „Alex-Band” i sklep.

## Religia
Katolicy z Kromołowa należą do parafii Wszystkich Świętych w Brożcu (dekanat Krapkowice).

## Turystyka
Oddział PTTK „Sudetów Wschodnich” w Prudniku ustanowił turystyczną Odznakę Krajoznawczą Ziemi Prudnickiej, którą zdobywa się poprzez zwiedzenie odpowiedniej liczby obiektów w miejscowościach położonych na ziemi prudnickiej, w tym w Kromołowie.

## Bezpieczeństwo
W zakresie ochrony przeciwpożarowej oraz innych miejscowych zagrożeń w Kromołowie działa jednostka Ochotniczej Straży Pożarnej. Jednostka OSP została założona w 1920. Do 1998 bezpieczeństwo pożarowe w Kromołowie było nadzorowane przez Komendę Rejonową PSP w Prudniku.
Miejscowość jest pod opieką dzielnicowego rejonu służbowego nr 7 Komendy Powiatowej Policji w Krapkowicach.
Teren wsi, jak i całej gminy Walce, położony jest w strefie nadgranicznej w związku z czym Straż Graniczna dysponuje, na tym obszarze, specjalnymi kompetencjami w zakresie bezpieczeństwa. Gminę Walce obejmuje zasięgiem służbowym placówka Straży Granicznej w Opolu ze Śląskiego Oddziału SG.